# Самойленко, Юрий Николаевич
Юрий Николаевич Самойленко (род. 1949) — советский инженер-механик в системе МСМ СССР, заместитель главного инженера по дезактивации Чернобыльской АЭС. Герой Социалистического Труда (1986).

## Биография
Родился 8 октября 1949 года в городе Челябинске в рабочей семье.
С 1968 по 1973 год проходил обучение на факультете двигателей, приборов и автоматов Челябинского политехнического института, после окончания которого получил специализацию  инженер-механик. Второе высшее образование получил окончив Снежинский физико-технический институт, после окончания которого получил специализацию физик-ядерщик. С 1973 по 1986 год работал на инженерных должностях на Смоленской атомной электростанции.
29 мая 1986 года после аварии на Чернобыльской атомной электростанции, Ю. Н. Самойленко был назначен заместителем главного инженера Чернобыльской АЭС по дезактивации, занимался работами по дезактивации кровли машинного зала третьего энергоблока, являющейся зоной особой радиационной опасности, также был руководителем всех работ по удалению радиоактивных элементов из особо опасных зон Чернобыльской атомной электростанции.
Под руководством и при непосредственном участии Ю. Н. Самойленко аварийная кровля третьего энергоблока и машинного зала Чернобыльской АЭС общей площадью тысяча пятьсот квадратных метров была очищена в рекордные сроки — за две недели; всего было сброшено с аварийной кровли более двухсот тонн радиоактивно заражённого графита, ядерного топлива и других радиоактивных элементов.
24 декабря 1986 года «закрытым» Указом Президиума Верховного Совета СССР «За мужество, самоотверженные действия и трудовой героизм, проявленные при ликвидации аварии на Чернобыльской АЭС и устранение её последствий» Юрий Николаевич Самойленко был удостоен звания Героя Социалистического Труда с вручением ордена Ленина и золотой медали «Серп и Молот».
Получив большую дозу радиации Ю. Н. Самойленко лечился в раковом госпитале, после выздоровления был направлен для работы на строительстве второго  энергоблока Ростовской атомной электростанции.
Живёт в Киеве, работал в городе Припять в должности генерального директора научно-производственного объединения «Спецатом».

## Награды
- Медаль «Серп и Молот» (24.12.1986)
- Орден Ленина (24.12.1986)
- Медаль «За трудовое отличие» (30.05.1984)
- Орден «За заслуги» III ст. (14.12.2021)[3]